# Volodîmîrivka, Novîi Buh
Volodîmîrivka (în ucraineană Володимирівка) este un sat în comuna Sofiivka din raionul Novîi Buh, regiunea Mîkolaiiv, Ucraina.

## Demografie
Componența lingvistică a localității Volodîmîrivka
     Ucraineană (98,25%)
     Rusă (1,75%)
Conform recensământului din 2001, majoritatea populației localității Volodîmîrivka era vorbitoare de ucraineană (98,25%), existând în minoritate și vorbitori de rusă (1,75%).